# Debora Niche
Debora Niche (Cottbus, 7 de mayo de 1991) es una deportista alemana que compitió en piragüismo en la modalidad de aguas tranquilas. Ganó una medalla de oro en el Campeonato Mundial de Piragüismo de 2011, en la prueba de K2 1000 m.

## Palmarés internacional
| Campeonato Mundial | Campeonato Mundial | Campeonato Mundial | Campeonato Mundial |
| Año                | Lugar              | Medalla            | Competición        |
| ------------------ | ------------------ | ------------------ | ------------------ |
| 2011               | Szeged (Hungría)   | Medalla de oro     | K2 1000 m          |